# Knebworth
Knebworth – wieś w Wielkiej Brytanii, w Anglii, położona w regionie East of England, w hrabstwie Hertfordshire.
Obszar wsi zamieszkiwany od neolitu. Miejscowość wzmiankowana jako wieś licząca 150 mieszkańców w Domesday Book z 1086, pod nazwą Chenepeworde. Rozwój miejscowości nastąpił po uzyskaniu przez nią połączenia kolejowego w 1884.
Obecnie Knebworth kojarzone jest z odbywającymi się tutaj od 1974 koncertami muzyki rock i pop. Jeden ze swoich najsłynniejszych koncertów zagrała tam grupa Led Zeppelin (nagrany na DVD Earls Court). Grali tam też m.in. Elton John, Queen, Robbie Williams, Phil Collins, Eric Clapton, Pink Floyd i Iron Maiden.